# Nasilje nad ženama
Nasilje nad ženama je svako delo nasilja utemeljeno na rodnoj/polnoj osnovi koje rezultira, ili bi moglo rezultirati, u fizičkoj, seksualnoj ili psihičkoj povredi ili patnji žena, uključujući pretnje takvim delima, prisiljavanje ili oduzimanje slobode, bez obzira na to da li se događa u javnom ili privatnom životu. Prema Deklaraciji o eliminaciji nasilja nad ženama, donete 1993. godine od strane Generalne skupštine Ujedinjenih nacija,
"nasilje nad ženama predstavlja ispoljavanje istorijski nejednakih odnosa društvene moći između muškaraca i žena koji su doveli do diskriminacije i dominacije nad ženama od strane muškaraca i do sprečavanja potpunog napretka žena. Nasilje nad ženama je jedan od osnovnih društvenih mehanizama kojima se žene prisiljavaju da budu u podređenoj poziciji u odnosu na muškarce. Nasilje nad ženama je prepreka u postizanju jednakosti, razvitka i mira".
Kao sinonim za nasilje nad ženama se često koristi i termin rodno zasnovano nasilje, odnosno ono koje se dešava zbog rodnih/polnih karakteristika osobe, a u 95% slučajeva, to su žene. Uglavnom se pod rodno zasnovanim nasiljem podrazumevaju oblici nasilja koji pogađaju gotovo isključivo žene (silovanje, genitalno sakaćenje, prostitucija, trgovina ženama, prinudni brak, prinudna trudnoća, prinudni abortus, prinudna sterilizacija, muško nasilje nad ženama), ali i različite nasilne prakse koje se skrivaju i pravdaju običajima i tradicijom, a prema ženama su diskriminišuće (prinudno nošenje čadora, zara i feredže, uskraćivanje obrazovanja, zdravstvene zaštite, profesionalnog rada, onemogućavanje delovanja u javnosti).
Nasilje nad ženama ima širok spektar formi, ali nije ograničeno na: (a) nasilje koje se događa u porodici ili domaćinstvu, (b) nasilje koje se događa u zajednici, (c) nasilje počinjeno ili odobreno od strane države ili njenih predstavnika i službenika, (d) nasilje i kršenje ljudskih prava žena u ratnim konfliktima.

## Spoljašnje veze
- Porodično nasilje: Erin Pici - žena koja je gledala dublje od modrica (B92, 10. mart 2022)